# Trentino Volley 2024-2025
Questa voce raccoglie le informazioni riguardanti la Trentino Volley nelle competizioni ufficiali della stagione 2024-2025.

## Stagione
Nella stagione 2024-25 la Trentino Volley assume la denominazione sponsorizzata di ITAS Trentino.
Il primo posto nella regular season della Superlega 2023-2024 qualifica la squadra di Trento alla Supercoppa italiana: vince le semifinali ai danni del Milano, ma viene sconfitta in finale dalla Sir Safety Perugia.
Partecipa per la venticinquesima volta alla Superlega: chiude la regular season di campionato al primo posto in classifica, accedendo ai play-off scudetto: conquista il suo sesto scudetto battendo nella serie finale la Lube.
A seguito del secondo posto in classifica al termine del girone di andata di campionato, si qualifica per la Coppa Italia: esce dalla competizione nelle semifinali a seguito della sconfitta contro la Lube.
Grazie alla vittoria della Champions League 2023-24, partecipa al campionato mondiale per club; dopo aver chiuso il proprio girone al primo posto in classifica, supera in semifinale la Lube per poi cedere in finale ai brasiliani del Sada.
I risultati della stagione precedente permettono alla Trentino di disputare la Coppa CEV: ottiene esclusivamente vittorie in tutti gli incontri disputati, eccetto una sconfitta al tie-break contro il Benfica nel ritorno degli ottavi di finale che non compromette il passaggio del turno, arriva in semifinale dove vince per 3-2 la gara di andata contro lo Ziraat Bankası, ma perde quella di ritorno per 3-1 e, per un peggiore quoziente set, viene eliminata dalla competizione.

## Organigramma societario
Area direttiva
- Presidente: Bruno Da Re (fino al 28 ottobre 2024), Marcello Poli (dal 28 ottobre 2024)
- Vicepresidente: Fabrizio Lorenz (dal 28 ottobre 2024)
- Consigliere: Bruno Da Re (dal 28 ottobre 2024)
- Segreteria generale: Chiara Candotti
- Team manager: Riccardo Michieletto
- Responsabile logistica: Giuseppe Borgono, Matteo Daldoss
- Responsabile palasport: Antonio Brentari
- Court manager: Maria Costa
- Logistica: Matteo Daldoss

Area tecnica
- Allenatore: Fabio Soli
- Allenatore in seconda: Adriano Di Pinto
- Scout man: Stefano Cosere, Fabio Dalla Fina
- Responsabile settore giovanile: Francesco Conci, Riccardo Michieletto, Matteo Zingaro
- Responsabile settere giovanile femminile: Duccio Ripasarti

Area comunicazione
- Addetto stampa: Francesco Segala
- Speaker: Gabriele Biancardi
- Fotografo: Marco Trabalza

Area marketing
- Responsabile marketing: Maria Costa, Rea Fipaldini, Marco Oberosler
- Area commerciale: Roberto Brughera, Cristina Giordano, Marco Oberosler , Graziana Pisetta

Area sanitaria
- Medico: Mauro Bortoluzza
- Preparatore atletico: Lorenzo Barbieri
- Fisioterapista: Luca Pirani

## Rosa
| N° | Nome                   | Ruolo | Data di nascita   | Nazionalità sportiva |
| -- | ---------------------- | ----- | ----------------- | -------------------- |
| 2  | Alessandro Bristot     | S     | 8 aprile 2005     | Italia               |
| 3  | Nicola Pesaresi        | L     | 11 febbraio 1991  | Italia               |
| 4  | Jan Kozamernik         | C     | 24 dicembre 1995  | Slovenia             |
| 5  | Alessandro Michieletto | S     | 5 dicembre 2001   | Italia               |
| 6  | Riccardo Sbertoli      | P     | 23 maggio 1998    | Italia               |
| 8  | Marco Pellacani        | C     | 27 novembre 2004  | Italia               |
| 10 | Gabriel García         | O     | 8 gennaio 1999    | Stati Uniti          |
| 11 | Kamil Rychlicki        | O     | 1º novembre 1996  | Italia               |
| 12 | Giulio Magalini        | S     | 14 agosto 2001    | Italia               |
| 13 | Gabriele Laurenzano    | L     | 12 giugno 2003    | Italia               |
| 15 | Daniele Lavia          | S     | 4 novembre 1999   | Italia               |
| 22 | Bela Bartha            | C     | 19 ottobre 2000   | Romania              |
| 23 | Flávio Gualberto       | C     | 22 aprile 1993    | Brasile              |
| 25 | Alessandro Acquarone   | P     | 20 settembre 1999 | Italia               |

## Mercato
| Acquisti | Acquisti         | Acquisti           | Acquisti   |
| R.       | Nome             | da                 | Modalità   |
| -------- | ---------------- | ------------------ | ---------- |
| C        | Bela Bartha      | Dinamo Bucarest    | definitivo |
| O        | Gabriel García   | Padova             | definitivo |
| C        | Flávio Gualberto | Sir Safety Perugia | definitivo |
| L        | Nicola Pesaresi  | Atlantide Brescia  | definitivo |

| Cessioni | Cessioni                     | Cessioni          | Cessioni   |
| R.       | Nome                         | a                 | Modalità   |
| -------- | ---------------------------- | ----------------- | ---------- |
| C        | Martin Berger                | Macerata          | definitivo |
| S        | Oreste Cavuto                | Atlantide Brescia | definitivo |
| C        | Wout D'Heer                  | Prisma Taranto    | definitivo |
| P        | Matthieu Garcia              | Vammalan          | definitivo |
| O        | Gabriele Nelli               | Emma Villas       | definitivo |
| L        | Domenico Pace (pallavolista) | Cisterna          | definitivo |
| C        | Marko Podraščanin            | Lube              | definitivo |

## Risultati

### Superlega

#### Girone di andata
| 1ª giornata - 29 settembre 2024 Palazzetto dello Sport, Cisterna di Latina | Cisterna           | 1 - 3 | Trentino           | 25-22, 23-25, 25-27, 16-25 |
| 2ª giornata - 6 ottobre 2024 PalaTrento, Trento                            | Trentino           | 3 - 0 | Prisma Taranto     | 25-13, 25-18, 26-24        |
| 3ª giornata - 13 ottobre 2024 Palalido, Milano                             | Powervolley Milano | 1 - 3 | Trentino           | 29-31, 27-29, 25-22, 18-25 |
| 4ª giornata - 20 ottobre 2024 PalaTrento, Trento                           | Trentino           | 3 - 1 | Modena             | 25-22, 19-25, 25-23, 28-26 |
| 5ª giornata - 27 ottobre 2024 PalaTrento, Trento                           | Trentino           | 1 - 3 | Sir Safety Perugia | 25-19, 22-25, 24-26, 19-25 |
| 6ª giornata - 3 novembre 2024 Palasport, Porto San Giorgio                 | M&G                | 1 - 3 | Trentino           | 25-22, 18-25, 21-25, 23-25 |
| 7ª giornata - 10 novembre 2024 PalaTrento, Trento                          | Trentino           | 3 - 1 | Verona             | 20-25, 27-25, 25-20, 25-22 |
| 8ª giornata - 17 novembre 2024 PalaBanca, Piacenza                         | You Energy         | 1 - 3 | Trentino           | 18-25, 22-25, 25-22, 22-25 |
| 9ª giornata - 24 novembre 2024 PalaTrento, Trento                          | Trentino           | 3 - 0 | Milano             | 25-15, 25-16, 25-20        |
| 10ª giornata - 1º dicembre 2024 PalaCivitanova, Civitanova Marche          | Lube               | 3 - 1 | Trentino           | 25-23, 18-25, 25-22, 25-23 |
| 11ª giornata - 27 novembre 2024 PalaTrento, Trento                         | Trentino           | 3 - 1 | Padova             | 25-19, 23-25, 25-23, 25-19 |

#### Girone di ritorno
| 12ª giornata - 19 febbraio 2025 PalaTrento, Trento      | Trentino           | 3 - 0 | Cisterna           | 25-17, 25-15, 25-19               |
| 13ª giornata - 22 dicembre 2024 PalaMazzola, Taranto    | Prisma Taranto     | 1 - 3 | Trentino           | 30-32, 25-19, 20-25, 15-25        |
| 14ª giornata - 26 dicembre 2024 PalaTrento, Trento      | Trentino           | 3 - 0 | Powervolley Milano | 25-18, 25-23, 25-19               |
| 15ª giornata - 6 gennaio 2025 PalaPanini, Modena        | Modena             | 1 - 3 | Trentino           | 25-23, 25-27, 22-25, 25-27        |
| 16ª giornata - 12 gennaio 2025 PalaEvangelisti, Perugia | Sir Safety Perugia | 2 - 3 | Trentino           | 25-20, 20-25, 25-18, 21-25, 22-24 |
| 17ª giornata - 19 gennaio 2025 PalaTrento, Trento       | Trentino           | 3 - 2 | M&G                | 25-12, 18-25, 25-17, 23-25, 15-12 |
| 18ª giornata - 2 febbraio 2025 PalaOlimpia, Verona      | Verona             | 0 - 3 | Trentino           | 16-25, 19-25, 23-25               |
| 19ª giornata - 8 febbraio 2025 PalaTrento, Trento       | Trentino           | 3 - 2 | You Energy         | 19-25, 25-27, 25-17, 25-20, 15-9  |
| 20ª giornata - 15 febbraio 2025 Arena di Monza, Monza   | Milano             | 0 - 3 | Trentino           | 20-25, 21-25, 15-25               |
| 21ª giornata - 22 febbraio 2025 PalaTrento, Trento      | Trentino           | 3 - 1 | Lube               | 25-14, 23-25, 25-23, 25-19        |
| 22ª giornata - 2 marzo 2025 PalaSanLazzaro, Padova      | Padova             | 0 - 3 | Trentino           | 26-28, 14-25, 21-25               |

#### Play-off scudetto
| Quarti di finale (gara 1) - 8 marzo 2025 PalaTrento, Trento                          | Trentino   | 3 - 0 | Cisterna   | 25-23, 25-19, 25-14               |
| Quarti di finale (gara 2) - 16 marzo 2025 Palazzetto dello Sport, Cisterna di Latina | Cisterna   | 3 - 1 | Trentino   | 25-21, 27-25, 19-25, 26-24        |
| Quarti di finale (gara 3) - 23 marzo 2025 PalaTrento, Trento                         | Trentino   | 3 - 1 | Cisterna   | 25-17, 25-16, 23-25, 25-21        |
| Quarti di finale (gara 4) - 26 marzo 2025 Palazzetto dello Sport                     | Cisterna   | 1 - 3 | Trentino   | 25-17, 20-25, 14-25, 25-27        |
| Semifinali (gara 1) - 6 aprile 2025 PalaTrento, Trento                               | Trentino   | 3 - 2 | You Energy | 25-23, 23-25, 25-21, 23-25, 18-16 |
| Semifinali (gara 2) - 13 aprile 2025 PalaBanca, Piacenza                             | You Energy | 2 - 3 | Trentino   | 25-27, 25-15, 20-25, 25-22, 9-15  |
| Semifinali (gara 3) - 16 aprile 2025 PalaTrento, Trento                              | Trentino   | 3 - 1 | You Energy | 25-21, 22-25, 25-19, 25-18        |
| Finale (gara 1) - 27 aprile 2025 PalaTrento, Trento                                  | Trentino   | 3 - 0 | Lube       | 25-20, 25-23, 25-21               |
| Finale (gara 2) - 1º maggio 2025 PalaCivitanova, Civitanova Marche                   | Lube       | 3 - 0 | Trentino   | 25-21, 25-21, 25-22               |
| Finale (gara 3) - 4 maggio 2025 PalaTrento, Trento                                   | Trentino   | 3 - 0 | Lube       | 25-22, 25-18, 25-18               |
| Finale (gara 4) - 7 maggio 2025 PalaCivitanova, Civitanova Marche                    | Lube       | 2 - 3 | Trentino   | 25-21, 26-28, 17-25, 25-20, 9-15  |

### Coppa Italia
| Quarti di finale - 29 dicembre 2024 PalaTrento, Trento         | Trentino | 3 - 1 | Cisterna | 25-23, 25-19, 22-25, 25-15        |
| Semifinali - 25 gennaio 2025 Unipol Arena, Casalecchio di Reno | Trentino | 2 - 3 | Lube     | 26-24, 24-26, 14-25, 25-22, 13-15 |

### Supercoppa italiana
| Semifinali - 21 settembre 2024 Palazzo Wanny, Firenze | Trentino           | 3 - 0 | Milano   | 25-20, 25-21, 25-23              |
| Finale - 22 settembre 2024 Palazzo Wanny, Firenze     | Sir Safety Perugia | 3 - 2 | Trentino | 25-18, 19-25, 15-25, 25-17, 15-9 |

### Campionato mondiale per club

#### Fase a gironi
| 1ª giornata - 10 dicembre 2024 Arena Sabiazinho, Uberlândia | Trentino | 3 - 0 | Shahdab Yazd | 25-12, 25-22, 25-21               |
| 2ª giornata - 11 dicembre 2024 Arena Sabiazinho, Uberlândia | Trentino | 3 - 0 | Ciudad       | 25-22, 25-23, 25-16               |
| 3ª giornata - 12 dicembre 2024 Arena Sabiazinho, Uberlândia | Trentino | 2 - 3 | Sada         | 25-19, 21-25, 25-18, 16-25, 12-15 |

#### Fase a eliminazione diretta
| Semifinali - 14 dicembre 2024 Arena Sabiazinho, Uberlândia | Trentino | 3 - 0 | Lube     | 25-20, 28-26, 25-19        |
| Finale - 15 dicembre 2024 Arena Sabiazinho, Uberlândia     | Sada     | 3 - 1 | Trentino | 25-22, 20-25, 25-16, 25-22 |

### Coppa CEV
| Sedicesimi di finale (andata) - 13 novembre 2024 Sala Sporturilor Dunărea, Galați | Arcada Galați  | 1 - 3 | Trentino       | 18-25, 25-22, 16-25, 22-25        |
| Sedicesimi di finale (ritorno) - 20 novembre 2024 PalaTrento, Trento              | Trentino       | 3 - 0 | Arcada Galați  | 25-17, 25-20, 25-16               |
| Ottavi di finale (andata) - 4 dicembre 2024 Pavilhão da Luz Nº 2, Lisbona         | Benfica        | 0 - 3 | Trentino       | 20-25, 23-25, 19-25               |
| Ottavi di finale (ritorno) - 19 dicembre 2024 Palazzetto dello Sport, Cagliari    | Trentino       | 2 - 3 | Benfica        | 25-22, 25-22, 20-25, 18-25, 13-15 |
| Play-off (andata) - 15 gennaio 2025 SS Colibași, Brașov                           | Corona Brașov  | 1 - 3 | Trentino       | 25-21, 17-25, 21-25, 23-25        |
| Play-off (ritorno) - 30 gennaio 2025 PalaTrento, Trento                           | Trentino       | 3 - 0 | Corona Brașov  | 25-17, 25-18, 25-17               |
| Quarti di finale (andata) - 11 febbraio 2025 Palestra Chaumont, Chaumont          | Chaumont       | 1 - 3 | Trentino       | 25-23, 21-25, 17-25, 19-25        |
| Quarti di finale (ritorno) - 26 febbraio 2025 PalaTrento, Trento                  | Trentino       | 3 - 0 | Chaumont       | 25-21, 25-16, 25-18               |
| Semifinali (andata) - 12 marzo 2025 PalaTrento, Trento                            | Trentino       | 3 - 2 | Ziraat Bankası | 26-28, 27-29, 25-21, 25-23, 15-8  |
| Semifinali (ritorno) - 19 marzo 2025 Başkent Voleybol Salonu, Ankara              | Ziraat Bankası | 3 - 1 | Trentino       | 25-17, 25-23, 17-25, 25-20        |

## Statistiche

### Statistiche di squadra
| Competizione                 | Punti | In casa | In casa | In casa | In trasferta | In trasferta | In trasferta | Totale | Totale | Totale |
| Competizione                 | Punti | G       | V       | P       | G            | V            | P            | G      | V      | P      |
| ---------------------------- | ----- | ------- | ------- | ------- | ------------ | ------------ | ------------ | ------ | ------ | ------ |
| Superlega                    | 57    | 17      | 16      | 1       | 16           | 13           | 3            | 33     | 29     | 4      |
| Coppa Italia                 | -     | 1       | 1       | 0       | 0            | 0            | 0            | 2      | 1      | 1      |
| Supercoppa italiana          | -     | -       | -       | -       | -            | -            | -            | 2      | 1      | 1      |
| Campionato mondiale per club | 7     | -       | -       | -       | -            | -            | -            | 5      | 3      | 2      |
| Coppa CEV                    | -     | 5       | 4       | 1       | 5            | 4            | 1            | 10     | 8      | 2      |
| Totale                       | -     | 23      | 21      | 2       | 21           | 17           | 4            | 52     | 42     | 10     |

G = partite giocate; V = partite vinte; P = partite perse

### Statistiche dei giocatori
| Giocatore      | Superlega | Superlega | Superlega | Superlega | Superlega | Coppa Italia | Coppa Italia | Coppa Italia | Coppa Italia | Coppa Italia | Supercoppa italiana | Supercoppa italiana | Supercoppa italiana | Supercoppa italiana | Supercoppa italiana | Campionato mondiale per club | Campionato mondiale per club | Campionato mondiale per club | Campionato mondiale per club | Campionato mondiale per club | Coppa CEV | Coppa CEV | Coppa CEV | Coppa CEV | Coppa CEV | Totale | Totale | Totale | Totale | Totale |
| Giocatore      | P         | PT        | AV        | MV        | BV        | P            | PT           | AV           | MV           | BV           | P                   | PT                  | AV                  | MV                  | BV                  | P                            | PT                           | AV                           | MV                           | BV                           | P         | PT        | AV        | MV        | BV        | P      | PT     | AV     | MV     | BV     |
| -------------- | --------- | --------- | --------- | --------- | --------- | ------------ | ------------ | ------------ | ------------ | ------------ | ------------------- | ------------------- | ------------------- | ------------------- | ------------------- | ---------------------------- | ---------------------------- | ---------------------------- | ---------------------------- | ---------------------------- | --------- | --------- | --------- | --------- | --------- | ------ | ------ | ------ | ------ | ------ |
| A. Acquarone   | 22        | 2         | 0         | 0         | 2         | 1            | 0            | 0            | 0            | 0            | 1                   | 0                   | 0                   | 0                   | 0                   | 4                            | 3                            | 1                            | 2                            | 0                            | 7         | 4         | 1         | 3         | 0         | 35     | 9      | 2      | 5      | 2      |
| B. Bartha      | 24        | 98        | 61        | 25        | 12        | 2            | 21           | 11           | 7            | 3            | 0                   | 0                   | 0                   | 0                   | 0                   | 4                            | 13                           | 7                            | 6                            | 0                            | 8         | 41        | 21        | 18        | 2         | 38     | 173    | 100    | 56     | 17     |
| A. Bristot     | 5         | 0         | 0         | 0         | 0         | 1            | 0            | 0            | 0            | 0            | 2                   | 0                   | 0                   | 0                   | 0                   | 3                            | 12                           | 8                            | 1                            | 3                            | 2         | 11        | 7         | 0         | 4         | 13     | 23     | 15     | 1      | 7      |
| G. García      | 33        | 148       | 124       | 12        | 12        | 2            | 19           | 16           | 1            | 2            | 2                   | 35                  | 29                  | 1                   | 5                   | 5                            | 35                           | 30                           | 3                            | 2                            | 9         | 60        | 46        | 2         | 12        | 51     | 297    | 245    | 19     | 33     |
| F. Gualberto   | 33        | 284       | 212       | 64        | 8         | 2            | 25           | 21           | 3            | 1            | 2                   | 19                  | 10                  | 9                   | 0                   | 4                            | 31                           | 24                           | 7                            | 0                            | 10        | 84        | 56        | 24        | 4         | 51     | 443    | 323    | 107    | 13     |
| J. Kozamernik  | 25        | 147       | 103       | 37        | 7         | 0            | 0            | 0            | 0            | 0            | 2                   | 9                   | 4                   | 5                   | 0                   | -                            | -                            | -                            | -                            | -                            | 7         | 23        | 12        | 4         | 7         | 34     | 179    | 119    | 46     | 14     |
| G. Laurenzano  | 33        | 0         | 0         | 0         | 0         | 2            | 0            | 0            | 0            | 0            | 2                   | 0                   | 0                   | 0                   | 0                   | 5                            | 0                            | 0                            | 0                            | 0                            | 10        | 0         | 0         | 0         | 0         | 52     | 0      | 0      | 0      | 0      |
| D. Lavia       | 32        | 392       | 331       | 37        | 24        | 2            | 22           | 19           | 1            | 2            | 2                   | 26                  | 20                  | 3                   | 3                   | 4                            | 40                           | 32                           | 7                            | 1                            | 10        | 111       | 90        | 15        | 6         | 50     | 591    | 492    | 63     | 36     |
| G. Magalini    | 6         | 22        | 18        | 1         | 3         | 1            | 2            | 2            | 0            | 0            | 1                   | 0                   | 0                   | 0                   | 0                   | 4                            | 23                           | 21                           | 2                            | 0                            | 5         | 33        | 29        | 3         | 1         | 17     | 80     | 70     | 6      | 4      |
| A. Michieletto | 33        | 603       | 492       | 51        | 60        | 2            | 44           | 35           | 2            | 7            | 2                   | 24                  | 20                  | 1                   | 3                   | 5                            | 54                           | 44                           | 2                            | 8                            | 9         | 143       | 120       | 8         | 15        | 51     | 868    | 711    | 64     | 93     |
| M. Pellacani   | 6         | 17        | 13        | 0         | 4         | 0            | 0            | 0            | 0            | 0            | 1                   | 0                   | 0                   | 0                   | 0                   | 5                            | 26                           | 20                           | 6                            | 0                            | 5         | 16        | 13        | 2         | 1         | 17     | 59     | 46     | 8      | 5      |
| N. Pesaresi    | 3         | 0         | 0         | 0         | 0         | 0            | 0            | 0            | 0            | 0            | 0                   | 0                   | 0                   | 0                   | 0                   | 1                            | 0                            | 0                            | 0                            | 0                            | 5         | 0         | 0         | 0         | 0         | 9      | 0      | 0      | 0      | 0      |
| K. Rychlicki   | 31        | 364       | 319       | 30        | 15        | 2            | 6            | 6            | 0            | 0            | 1                   | 7                   | 6                   | 0                   | 1                   | 4                            | 45                           | 38                           | 6                            | 1                            | 10        | 94        | 78        | 13        | 3         | 48     | 516    | 447    | 49     | 20     |
| R. Sbertoli    | 33        | 75        | 7         | 41        | 27        | 2            | 5            | 1            | 1            | 3            | 2                   | 5                   | 1                   | 2                   | 2                   | 5                            | 5                            | 0                            | 3                            | 2                            | 10        | 13        | 4         | 7         | 2         | 52     | 103    | 13     | 54     | 36     |

P = presenze; PT = punti totali; AV = attacchi vincenti; MV = muri vincenti; BV = battute vincenti